# Kruhów
Kruhów (ukr. Кругів) – wieś w obwodzie lwowskim, w rejonie złoczowskim na Ukrainie. Miejscowość liczy 233 mieszkańców. 
W II Rzeczypospolitej wieś w powiecie złoczowskim województwa tarnopolskiego.  
W latach 1943–1945 nacjonaliści ukraińscy z OUN-UPA zamordowali tutaj 45 Polaków i 2 Ukraińców, w tym 20 osób w Wigilię Bożego Narodzenia roku 1943.

## Położenie
Według Słownika geograficznego Królestwa Polskiego i innych krajów słowiańskich Kruhów to: wieś w powiecie złoczowskim, położona 17 km na północny-wschód od sądu powiatowego w Złoczowie, 14 km na południowy-wschód od urzędu pocztowego w Sassowie.